# ポリドラフター

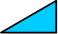
30–60–90度の直角三角形

ポリドラフターとは、内角が30°-60°-90°の直角三角形（ドラフター）を要素とするポリフォームである。三角定規の形でもある。この三角形は正三角形の半分でもあり、多角形のセルは三角形充填で半分の三角形で構成されなければならない。つまり、2つのドラフターが2番目に長い辺を共有する場合、それらは線対称でなければならない。連続する任意の形状が認められているため、他の多くのポリフォームとは異なり、ポリドラフターは斜辺と短辺で連結するセルを保つ場合がある。
n個のドラフターからなるポリドラフターをn-ドラフターと呼ぶ。

## 歴史
ポリドラフターは、クリストファー・モンクトンが考案した。モンクトンは短辺のみで連結する箇所のないポリドラフターを特に「ポリドゥード（polydudes）」と呼んだ。更に、モンクトンは209個の12-dudes（12個のドラフターからなるポリドゥード）からなるEternity Puzzleを考案した。
ポリドラフターという名称はエド・ペッグ・ジュニアによるものである。エド・ペッグ・ジュニアは14個の3-ドラフターでドラフターの斜辺の長さを1としたときに、辺の長さが2-3-2-5となる台形を作るパズルを提案した。

## ポリドラフターの数
ポリオミノと同様に、対称系を同一とみなすか/そうでないかによってポリドラフターは2種類の方法で数え上げが可能である。
| n | n-ドラフターの名称 | n-ドラフターの数（鏡像は同一とする） オンライン整数列大辞典の数列 A056842 | n-ドラフターの数（鏡像は異なるとする） | n-ドゥードの数 |
| - | ------------------ | ------------------------------------------------------------------------- | -------------------------------------- | -------------- |
| 1 | モノドラフター     | 1                                                                         | 2                                      | 1              |
| 2 | ダイドラフター     | 6                                                                         | 8                                      | 3              |
| 3 | トリドラフター     | 14                                                                        | 28                                     | 1              |
| 4 | テトラドラフター   | 64                                                                        | 117                                    | 9              |
| 5 | ペンタドラフター   | 237                                                                       | 474                                    | 15             |
| 6 | ヘキサドラフター   | 1024                                                                      |                                        | 59             |